# Menhir des Ublaies
Le menhir des Ublaies (parfois orthographié Zublé), anciennement appelé menhir de Massy, est un menhir situé sur le territoire de la commune de Massy dans le département français de la Saône-et-Loire.

## Historique
À l'origine, le menhir se dressait à environ 800 m plus au sud de son emplacement actuel, en dessous d'un petit col séparant deux vallées. Il a servi d'indicateur pour d'anciennes voies. En 2018, il fut déplacé pour des raisons de sécurité. La fouille réalisée à cette occasion a mis en évidence qu'il avait déjà été déplacé à la fin du XIXe siècle/début XXe siècle.

## Description
Le menhir est constitué d'un bloc de grès rougeâtre de 2,50 m de hauteur.
Dans une étude publiée en 1954, Roger Perraud signale que le menhir comporte sur l'une de ses faces une gravure ressemblant à une peau de bête. En 1986, l'analyse de cette gravure par lumière rasante a permis de démontrer qu'elle est composée d'un décor réalisé à deux époques distinctes. La partie supérieure, la plus ancienne, fut réalisée par piquetage, elle représente un écusson surmonté de crochets sommitaux, motif ornemental daté du Néolithique que l'on retrouve assez fréquemment sur les menhirs bourguignons. Selon Serge Cassen, il s'agirait d'une gravure anthropomorphe représentant un sexe masculin, motif que l'on retrouve fréquemment sur des mégalithes du Morbihan. Sur la gauche de l'écusson, une petite crosse et deux petits traits gravés correspondent peut-être aux traces d'un autre motif disparu du fait d'une cassure superficielle. La partie inférieure fut réalisée par un grattage irrégulier peu profond. Elle semble représenter une sorte de corps d'animal avec une paire de pattes à trois doigts. L'absence de patine sur cette partie indique qu'elle date d'une période beaucoup plus récente.